# Al 8-lea Comitet Permanent al Biroului Politic al Partidului Comunist Chinez
Al 8-lea Comitet Permanent al Biroului Politic al Partidului Comunist Chinez, oficial Comitetul Permanent al Biroului Politic al celui de-al 8-lea Comitet Central al Partidului Comunist Chinez, a fost ales de prima sesiune plenară a celui de-al 8-lea Comitet Central⁠(d) în 1956, format în urma celui de-al 8-lea Congres Național⁠(d) al Partidului Comunist Chinez (PCC). El a fost precedat de cel de-al 7-lea Comitet Permanent al Biroului Politic⁠(d) al PCC și a fost succedat de cel de-al 9-lea⁠(d) în 1969.